# Pic d'Areste
El Pic d'Areste és una muntanya de 2.800 metres que es troba al municipi d'Alins, a la comarca del Pallars Sobirà. És un dels cims principals del serrat d'Areste, i està situat entre la vall de Sotllo per ponent i la d’Areste pel llevant.